# Жуков, Вадим Васильевич
Вадим Васильевич Жуков (16 июля 1934, Крымск, Краснодарский край — 4 декабря 2021) — советский и российский режиссёр кукольного театра, театральный деятель, народный артист Российской Федерации (1993).

## Биография
Вадим Васильевич Жуков родился 16 июля 1934 года в Крымске Краснодарского края в семье военного. В годы Великой Отечественной войны потерял обоих родителей: отец пропал без вести на фронте, мать в марте 1942 года расстреляли фашисты за связь с партизанами. Сироту воспитывала Екатерина Осиповна Сусина, которая нянчила ещё его мать. В 1951 году окончил Симферопольское ремесленное училище и работал на стройках Керчи, Симферополя, участвовал в коллективах самодеятельности, выступал на эстраде, вёл концертные программы.

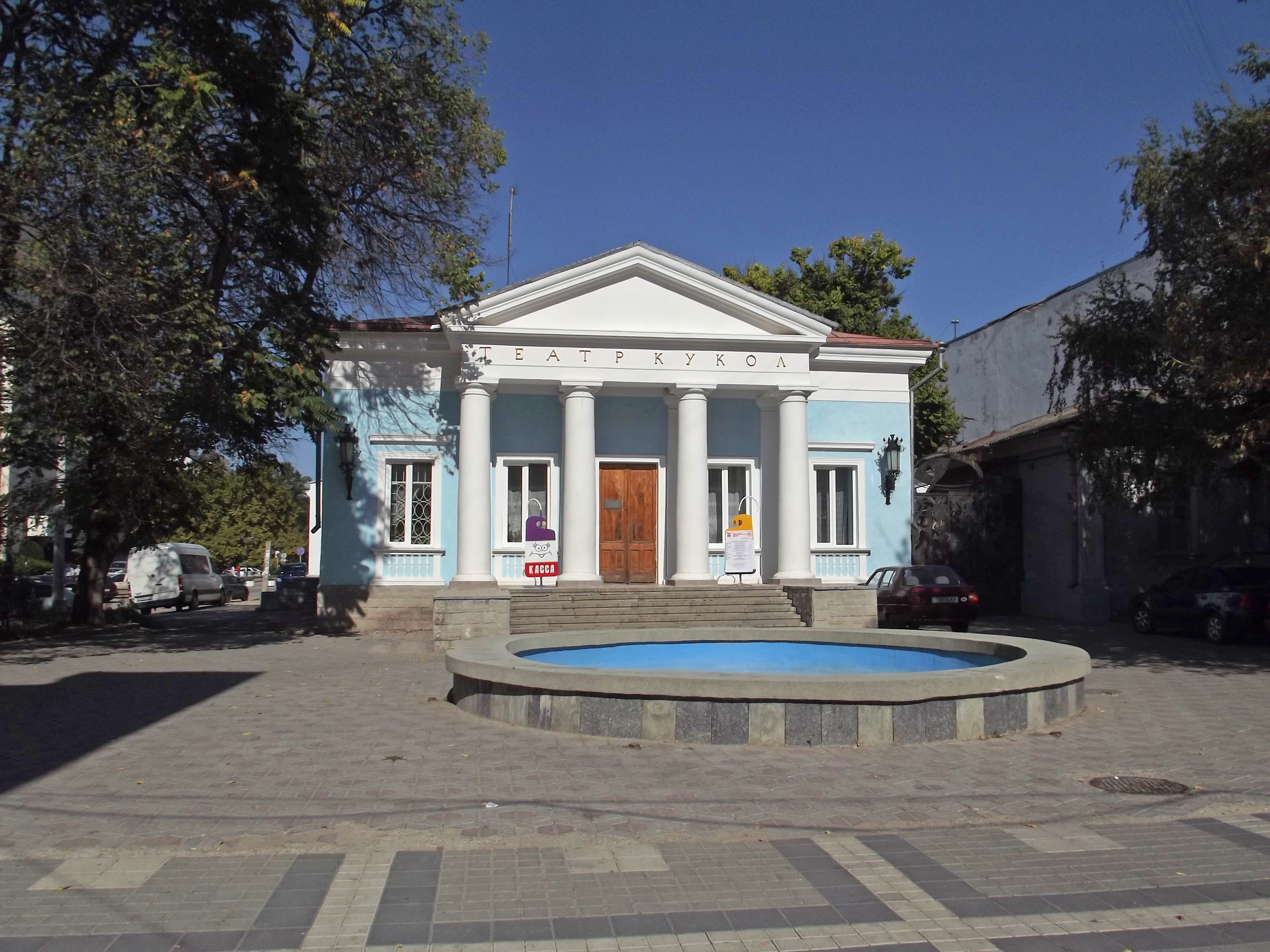
Старое здание Крымского театра кукол, в 2018 году снесено

С февраля 1953 года работал актёром и режиссёром Крымского областного театра кукол (Симферополь).
В 1961 году окончил Крымскую культпросветшколу, затем — театроведческий факультет Ленинградского института театра, музыки и кинематографии (ЛГИТМИК, сейчас Российский государственный институт сценических искусств). Ученик А. П. Трапани.
В 1968 году переехал в Липецк, где фактически создал новый кукольный театр. В 1968—2007 годах был директором и художественным руководителем Липецкого государственного театра кукол. Гастролировал с театром по городам СССР и за рубежом. В Африке посетили Замбию, Мозамбик и Анголу. За годы работы в театре создал более двухсот спектаклей.
Персональный член Российского и международного Центра театров кукол (УНИМА).

### Семья
- Жена — актриса кукольного театра Галина Николаевна Жукова, окончила Симферопольское театральное училище.
- Дочь — Татьяна, медик, работает в Липецком городском перинатальном Центре.
- Сын — Александр.

## Награды и премии
- Заслуженный артист РСФСР (16.02.1978)[1].
- Народный артист Российской Федерации (15.01.1993)[2].
- Орден Дружбы (26.05.2005)[3].
- Знак отличия «За заслуги перед Липецкой областью» (2008).
- Почётная грамота администрации Липецкой области и областного Совета депутатов (2009).

## Работы в театре

### Режиссёр-постановщик
- «Аленький цветочек»
- «Военная тайна» по А. Гайдару
- «Ищи ветра в поле» В. Лившица
- «По щучьему веленью»
- «Тигрёнок Петрик»
- «Друзья маленькой Китти»
- «Таинственный гиппопотам»
- «Иван-царевич — крестьянский сын»
- «Град Лебединец»
- «Волшебная лампа Аладдина»
- «Божественная комедия»
- «Армянская легенда»
- «Медвежонок Римтимти»
- «Стойкость и смелость»
- «Тайна Чёрного озера»
- «Теремок»
- «Слонёнок»